# Binkowice
Binkowice – wieś w Polsce położona w województwie świętokrzyskim, w powiecie opatowskim, w gminie Ożarów.
| SIMC    | Nazwa  | Rodzaj    |
| ------- | ------ | --------- |
| 0802366 | Śmiłów | część wsi |

Prywatna wieś szlachecka Bieńkowice położona była w drugiej połowie XVI wieku w powiecie sandomierskim województwa sandomierskiego. W latach 1975–1998 miejscowość administracyjnie należała do województwa tarnobrzeskiego.
Binkowice należały do Michała Piekarskiego: szlachcica, który w 1620 roku usiłował dokonać zamachu na króla Zygmunta III Wazę i został uwieczniony w powiedzeniu „Pleść jak Piekarski na mękach”.